# Deborah Raji
Inioluwa Deborah Raji (ou Deborah Raji) est une chercheuse spécialisée en éthique de l'intelligence artificielle née à Port Harcourt au Nigeria.
Elle est notamment connue pour ses travaux sur l'audit des biais dans les algorithmes de reconnaissance faciale.
Elle est aussi co-autrice avec Timnit Gebru et Margaret Mitchell de l'étude sur les model cards définissent un canevas de documentation pour les modèles d'apprentissage automatique.

## Biographie
Deborah Raji naît à Port Harcourt au Nigeria et grandit à Mississauga en Ontario à partir de l'âge de 4 ans. 
Elle étudie les sciences de l'ingénieur à l'Université de Toronto et obtient son diplôme en 2019,. En 2015, elle fonde Project Include, une organisation à but non lucratif favorisant l'accès à la formation en ingénierie, au mentorat et aux ressources aux étudiants issus de communautés à faible revenu et aux immigrants de la région du Grand Toronto. 
En stage au sein de la start-up Clarifai (en), Deborah Raji s'aperçoit que l'algorithme développé par la société associe les personnes de couleur à des contenus salaces.
Elle rencontre ensuite Joy Buolamwini et collabore avec elle sur le projet Gender Shades, un projet visant à développer un jeu de données permettant de tester les biais des algorithmes de reconnaissance faciale.
Deborah Raji travaille avec Joy Buolamwini, Timnit Gebru et l'Algorithmic Justice League sur la recherche de préjugés sexistes et raciaux dans la technologie de reconnaissance faciale. Elle  travaille également avec l'équipe d'Ethique de l'Intelligence artificielle de Google et est chargée de recherche au Partnership on AI and AI Now Institute de l'Université de New York. En 2020 elle entre chez Mozilla. 
Elle est reconnue par le MIT Technology Review et Forbes comme l'une des meilleures jeunes innovatrices dans le monde,.

## Distinctions
- 2019 :  Venture Beat AI Innovations Award, catégorie AI for Good (avec Joy Buolamwini et Timnit Gebru)[9]
- 2020 :
  - MIT Technology Review 35 Under 35 Innovator Award[8]
  - EFF Pioneer Award (avec Joy Buolamwini et Timnit Gebru)[10]
- 2021  :
  - Forbes 30 Under 30 Award in Enterprise Technology[7]
  - 100 Brilliant Women in AI Ethics Hall of Fame Honoree[11]

## Publications
- Margaret Mitchell, Simone Wu, Andrew Zaldivar, Parker Barnes, Lucy Vasserman, Ben Hutchinson, Elena Spitzer, Inioluwa Deborah Raji et Timnit Gebru « Model Cards for Model Reporting » (29 janvier 2019)  (DOI 10.1145/3287560.3287596, arXiv 1810.03993, lire en ligne)
—Conference on Fairness, Accountability, and Transparency
— « (ibid.) », dans Proceedings of the Conference on Fairness, Accountability, and Transparency
- (en) Deborah Raji, « How our data encodes systematic racism », MIT Technology Review,‎ 10 décembre 2020 (lire en ligne).